# Elminia albicauda
La elminia blanquiazul (Elminia albicauda) es una especie de ave paseriforme de la familia Stenostiridae propia de África Central.

## Distribución y hábitat
Se encuentra en Angola, Burundi, República Democrática del Congo, Malawi, Mozambique, Ruanda, Tanzania, Uganda y Zambia.
Sus hábitats naturales son los bosques tropicales y la sabana seca.